# Jan Hautekiet
Jan Hautekiet (Brussel, 19 november 1955) is producer, radiomaker, muzikant en auteur. Hij werkte 40 jaar voor de openbare omroep VRT en is muzikant en producer voor concert- en studioproducties, auteur en bestuurder in verschillende organisaties.

## Opleiding
Jan Hautekiet studeert van 1973 tot 1978 taal- en letterkunde, filosofie en communicatiewetenschap aan de Katholieke Universiteit Leuven. Daarnaast volgt hij ook een journalistenopleiding bij de AVBB. Hij studeert piano en kamermuziek aan de Academie van Sint-Pieters-Woluwe, werkt een schriftelijke opleiding af aan het Berklee College Of Music en doet stages bij onder meer John Lewis, Jasper van 't Hof, Michel Herr en Charles Loos. 

## Radio
Hautekiet start zijn radiowerk in 1979 bij BRT 1 met het muzikale avondprogramma Wie niet kijken wil, moet luisteren. Daarna werkt hij als redacteur, producer en presentator voor diverse programma’s.
In 1983 start hij mee de radiozender Studio Brussel op. Hij doet er verslaggeving en productie en presenteert onder meer het interviewprogramma De Tafel en het interactieve Hallo Hautekiet, waarmee hij Humo's Pop Poll wint van 1993 tot 2000, in 1996 de Prijs van de Radio- en TV-kritiek krijgt en in datzelfde jaar genomineerd wordt voor de Prix Monte-Carlo. Hij wordt in 1998 nethoofd van het station en bouwt de zender verder uit tot een kernspeler in het radiolandschap. 
In 2002 wordt Hautekiet nethoofd van Radio 1, waar hij diverse nieuwe initiatieven ontwikkelt en de samenwerking met nieuws- en sportredactie verstevigt.
In 2007 gaat hij aan de slag als strategisch adviseur bij de VRT, verantwoordelijk voor de globale aanpak van omroepdomeinen als wetenschap, educatie, cultuur, taal, …
Toch blijft hij ook actief radio maken. Bij Studio Brussel maakt hij in 2001 het actuaprogramma Ultimatum, op Radio 1 de actualiteitsquiz Dubbelcheck (2007-2010) en het eerste seizoen van het interviewprogramma Touché (2011). Van 2012 tot 2018 maakt hij voor Radio 1 het dagelijkse interactieve discussieprogramma Hautekiet. In 2018 sluit Hautekiet de reeks af met Hautekiet trapt het af, een radiofietstocht doorheen Vlaanderen. Hij sluit de week af met een eenmalige nachtelijke marathonuitzending Hallo Hautekiet. Van 2014 tot 2019 maakt hij voor Klara met Patrick Riguelle het programma La Vie Est Riguelle. 

## TV
Hij neemt ook geregeld deel aan tv-programma’s zoals Tien voor Taal (1990) De Drie Wijzen (1995), Schalkse Ruiters(1997), Alles kan beter (1997), Jan Publiek (1997), De Mannen van de Macht (1999), Beste Vrienden (2006), De Klas van Frieda (2010), De Ideale Wereld (2020)

## Muziek
Jan Hautekiet is pianist en klavierspeler en werkt als muzikant en producer voor vele artiesten en concerthuizen of festivals. 
Hij werkt ook als componist en audiovormgever voor Studio Brussel en Radio 1, diverse tv-programma's en audio- en videoproducties allerhande.
Daarnaast ontwikkelt hij ook eigen projecten, vooral met zangers Patrick Riguelle en Rick de Leeuw.

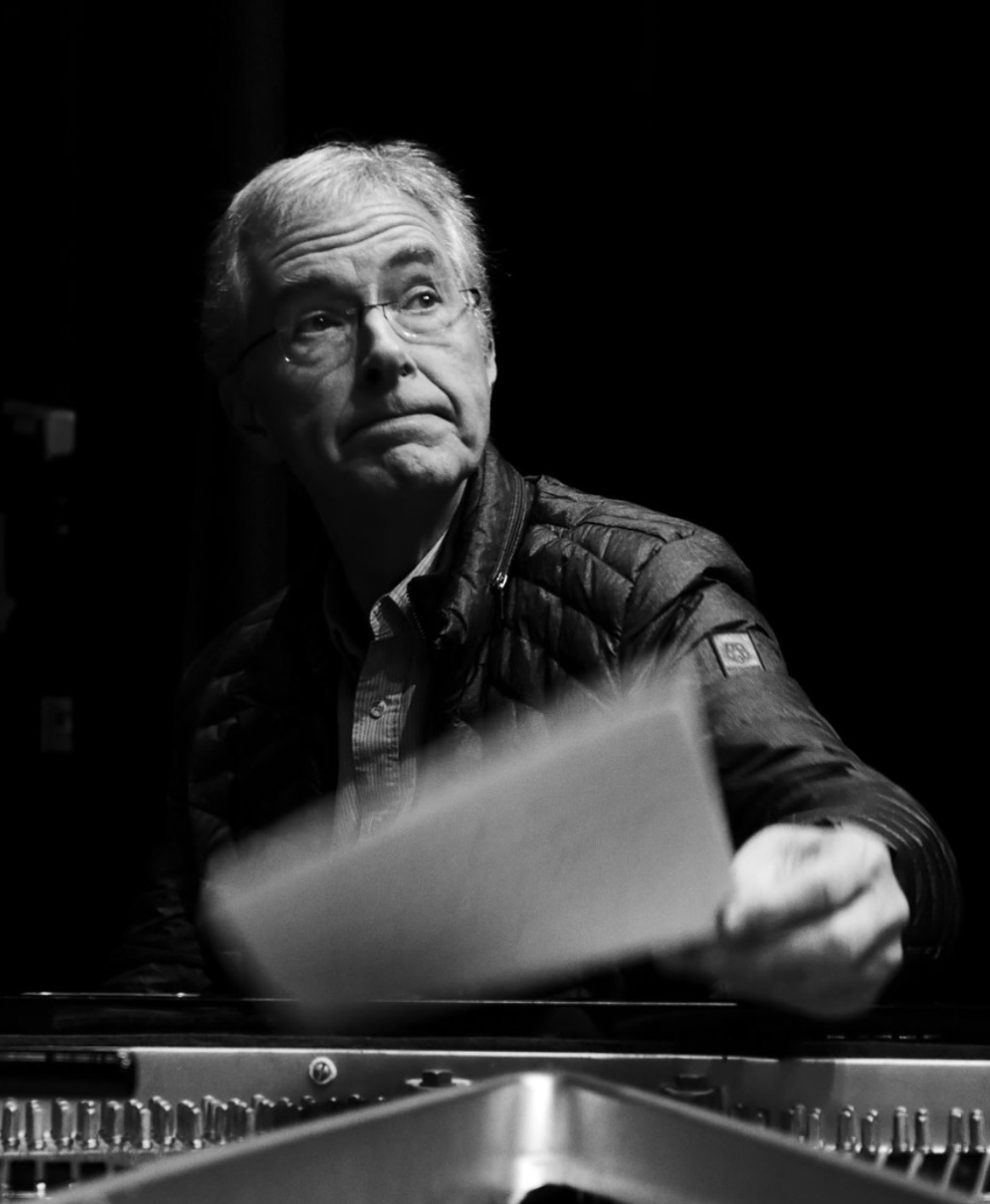
Jan Hautekiet

### Sessiewerk
In 1977 speelt hij als muzikant een jeugdtheatervoorstelling met Raymond van het Groenewoud als acteur. Met Stewball neemt hij in 1979 de single Surrender op, een prille productie van Jean-Marie Aerts. In 1980 maakt hij deel uit van Des avonds lokken ons blote dans en felle muziek van De Zwarte Komedie. Met de fusiongroep Bassorah speelt hij in 1981 en 1982 onder meer op de festivals Brosella en Jazz Bilzen.
Zijn eerste grote opdracht is de Hello Young Lovers-tournee (1982) van Jean Blaute, met onder meer Philip Catherine en Raymond van het Groenewoud als gasten. Later tourt hij in Wallonië en Brussel met Paul Louka (1984) en Jean-Claude Watrin (1985). Na het uitvallen van Tars Lootens werkt hij met Johan Verminnen de tournee Zanger Zonder Meer (1985) af en hij tourt ook met Demis Roussos. Hij is In 1986 solist bij een studio- en liveproductie met het BRT-Jazzorkest en sluit aan bij de Kris De Bruyne Band en de LSP-Band. In 1987 speelt hij op het Eurovisiesongfestival met Soldiers of Love van Liliane Saint-Pierre. Daarna sluit hij samen met Jean Blaute aan bij Bart Peeters & The Radio’s in 1989 en in 1990 gaat hij op tour met Blue Blot en The Scabs. Met The Scabs speelt hij in 1992 op Rock Werchter en start hij in 2007 een comebacktour, met 3 uitverkochte shows in de Ancienne Belgique, een concert in de Lotto Arena en een passage op TW Classic. Daarnaast toert Hautekiet vanaf 1999 ook met Wigbert met wie hij in 2001 ook betrokken is bij de tour en cd De Flandriens, vertalingen naar het Nederlands van binnenlands repertoire in Frans en Engels. Datzelfde jaar tourt hij met Wigbert en Fay Lovsky, en maken ze een album. Met Guy Swinnen en Andries Boone brengt hij in 2002 Hard Times Revisited, een tour en cd. In 2018 neemt hij deel aan Viva Dalida, met Karla Verlie en Gwen Cresens. Hij speelt live met Bart Buls, Emilie Mover en The Philips en tourt in 2025 met de Guy Swinnen Band. Als studiomuzikant en/of producer is hij verder ook actief voor onder meer Dirk Blanchart, Ludo Mariman, Jan De Wilde, Kloot Per W, Tucker Zimmerman. Hij neemt ook muziek op voor de Vlaamse speelfilm Frits & Franky (2013).

### Projecten
Hautekiet start in 1997 een samenwerking met Patrick Riguelle. Hun eerste wapenfeit is de coördinatie in 1998 van Brel op 1 en Les Suivants. Na het eerste duo-album A Minor Thing (1998) creëren ze de groep Red Harmony en brengen ze twee cd's uit: Red Harmony (2000) en Dielectric Union (2002) met zelfgeschreven werk. Na een tv-seizoen als muzikale act in Wijlen de Week starten ze in 1999 samen De Laatste Showband op voor De Laatste Show,x'. Daarmee vullen ze 12 seizoenen lang niet enkel het muzikale luik van het tv-programma in, maar spelen ze onder meer ook diverse jaren voor de Humo’s Pop Poll-shows in het Sportpaleis, in 2006 voor het Brusselse luik van het 0110-festival voor verdraagzaamheid en de Belgavox-concerten in 2009 en 2010. In 2008 kiezen Riguelle & Hautekiet voor het Franse lied, met de tour en het album Un Premier Amour, daarna starten ze het radioprogramma La Vie est Riguelle (2014-2019) op, toeren ze met Brel-repertoire en brengen ze de cd On N’oublie Rien (2015) uit. Later grijpen ze terug naar een artiest die ze al op hun eerste album coverden: Randy Newman. Met The Rednecks touren ze in 2020 met dat programma. 
Een andere duurzame samenwerking is die met zanger Rick de Leeuw, sinds 2002. Van hun eerste theatertour met verhalen, gedichten en songs verschijnt in 2004 een dvd. Met hun tweede theatershow Het leven is nog nooit zo mooi geweest toeren ze vanaf 2006 uitgebreid door Nederland en Vlaanderen. Daarna brengen ze hun eerste cd Waar uit (2008), waarmee ze ook in bandversie touren. Met hun derde theatershow Op drift! (2010) ronden ze de eerste episode af. De zomertour Meuris vs. de Leeuw (2012) is de aanzet naar een tweede fase, die in 2013 het album Beter Als oplevert. Een jaar later volgt het coveralbum De Parels en De Zwijnen. Voor Te Gek!? touren ze in 2014 als duo met Open Geest in een hele reeks psychiatrische voorzieningen. Daarna volgen de albums Zonder Omweg (2018) Lieg Me De Waarheid (2021) en Het komt allemaal goed (2025).
Een derde langetermijnsamenwerking is die met het creatieve boekingsbureau Maandacht. Het eerste project is The Fundamentals (2003), 4 zangers met een beperking. Ze brengen het album Road To Nowhere uit. Daarna vertelt hij in History of Soul (2006) het verhaal van de zwarte Amerikaanse muziek. In One Hit Wonders (2011) wordt het verhaal verteld van artiesten die slechts 1 groot succes kenden in hun carrière. Daarna volgen Song For My Love en Zingelong (2014), en in 2016 is hij opnieuw verteller in God Only Knows, over religie en popmuziek en tourt hij met een productie rond 50 jaar solocarrière van Neil Young. Daarop vertelt hij in 2019 met Jan Douwe Kroeske het verhaal van de 2 Meter Sessies. Daarna volgt een reeks tributes rond Bob Dylan (2021), Johnny Cash (2022), Lou Reed en Bruce Springsteen (2024). In De Lage Landen Volume 1 (2024), vertelt hij met Isabelle A, Wigbert en Stoomboot het verhaal van de Nederlandstalige muziek in Vlaanderen. Het Nederlandse luik komt aan bod in De Lage Landen Volume 2 (2025) met Rick de Leeuw, Nol Havens en Eva De Roovere. 
Verder is Hautekiet projectleider voor diverse opdrachtgevers en gelegenheden.
In 1985 coördineert hij het Kleinkunstgala voor de BRT-tv. Voor Kom Op Tegen Kanker verzorgt hij in 1989 de muziek voor de eerste tv-show, gevolgd door Live For Life in 1993. In 1990 leidt hij voor de KVS het orkest voor de theatervoorstelling Paarden schieten ze toch ook dood van Dominique Deruddere, en een jaar later doet hij hetzelfde voor de NTG-musicalproductie Dokter De Vuyst van Jan Leyers en Bart Peeters. Voor Brosella zet hij in 1994 met Patrick Riguelle het festivalproject Eikels Worden Boomen op, waarbij rockzangers gevraagd worden om folkrepertoire te bewerken. Een jaar later worden voor datzelfde project folkzangers gevraagd zich pop- en rocknummers eigen te maken. Voor de Ancienne Belgique werkt hij datzelfde jaar het Spelers & Drinkers-project uit, waarbij rockzangers hun versie brengen van het repertoire van Johan Verminnen: Guy Swinnen, Paul Michiels, Isabelle A, Robert Mosuse, Bram Vermeulen, Frank Vander Linden, Mark Vosté, Jan Leyers, Sam Bettens, Roland, Stijn Meuris, Rick de Leeuw en Koen Wauters. In 1995 volgt het album Spelers & Drinkers en diverse tournees met een uitgebreid repertoire. 
Hij is muzikaal coördinator voor 12-12 (2005), een solidariteitsconcert en tv-programma voor de slachtoffers van de tsunami. Datzelfde jaar coördineert hij in Nederland een hommage aan de in 2004 overleden Bram Vermeulen, die ook op cd wordt gezet. Hij neemt in 2008 voor Blindnote, een actie van Light For The World rond oogoperaties in Congo, de  song Difficile à construire op in Kinshasa. Hij coördineert in 2009 en 2010 de Belgavox-concerten voor solidariteit. Voor de opening van Museum M in Leuven zet hij in 2009 met Het Depot het concert Smart op. Voor de opening van C-Mine in Genk in 2010 leidt Hautekiet Limburg All Star(t)s. In 2013 tourt hij met De Jazzclub, de geschiedenis van de jazz aan een breed publiek verteld. Als hommage aan Marc Moulin werkt hij in 2013 in Flagey een concert uit met onder meer Sparks, Bertrand Burgalat, Philip Catherine, Alain Chamfort, Daan, Jacques Duvall, Dan Lacksman en Alec Mansion. In opdracht van Flagey coördineert hij in 2015 The String Project rond Philip Catherine. In 2017 toert hij in Nederland met Lance The Rock Opera, het op muziek gezette verhaal van Lance Armstrong. Ook voor humanitaire organisaties als Foundation Mechelen en Zorgcirkels Jongdementie Leuven werkt hij een aantal concertprojecten uit.

### Componist
Jan Hautekiet is sedert 1979 actief als componist voor diverse media. Zo maakt hij onder meer tunes voor De Taalstrijd (1986) en De Perschefs (1991) op Radio 1, en componeert hij van 1983 tot 1996 meermaals de vormgeving voor Studio Brussel en Radio 1, vaak in samenwerking met Johan Hoogewijs. In 1985 werkt hij mee aan de soundtrack voor de film Brussel. De track Nachttrafiek verschijnt in 2024 op een verzamelaar. Hij schrijft de muziek voor een verhalenalbum van Kathy Lindekens in 1994. Voor Plan International schrijft hij in 1994 met Ronny Mosuse en Hugo Matthysen het campagnelied Ik wil een kind en hij coördineert de muziek in de bijhorende tv-show. In 2001 componeert hij met Johan Hoogewijs de muziek voor het tv-programma Teamwork. Met Wigbert schrijft hij voor de Radio 1-actie Een Nieuw Lied in 2002 Als Matahari. Met Rick de Leeuw schrijft hij in 2008 Ooit zien we elkaar weer.

### Auteur
Jan Hautekiet schrijft geregeld columns voor tijdschriften en kranten, artikels over de muziekindustrie en publiceert samen met andere auteurs een aantal boeken over taal.

### Bestuurder
Jan Hautekiet is sinds 1993 ook actief als bestuurder en lid in diverse sociale en culturele organisaties.

## Mandaten
| Van  | Tot   | Mandaat                                                 |
| ---- | ----- | ------------------------------------------------------- |
| 1993 | 2006  | Zamu                                                    |
| 1998 | 2001  | Adviescommissie Muziek                                  |
| 1998 | 2001  | Raad voor de Kunsten                                    |
| 1999 | 2001  | Programmacommissie Levende Muziek Sabam                 |
| 2000 | 2013  | Provinciale Cultuurraad Vlaams-Brabant                  |
| 2000 | 2012  | Adviesgroep Cultuur Leuven                              |
| 2000 | 2010  | Uradex                                                  |
| 2002 | 2012  | Concertgebouw Brugge                                    |
| 2002 | 2012  | Ancienne Belgique                                       |
| 2004 | 2016  | Prova Symfonica                                         |
| 2004 | 2025  | Rosas                                                   |
| 2007 | 2012  | Kunstencommissie Vlaams Parlement                       |
| 2007 | 2018  | AP Hogeschool Antwerpen artistieke raad                 |
| 2007 | 2018  | Koninklijke Academie stuurgroep wetenschapscommunicatie |
| 2009 | 2020  | Belgavox                                                |
| 2011 | 2018  | Alumni Letteren Leuven                                  |
| 2014 | 2018  | GoneWest Selectiecomité                                 |
| 2011 | 2023  | Cultuurloket                                            |
| 2013 | 2013  | Theaterfestival juryvoorzitter                          |
| 2015 | heden | Brusseleir                                              |
| 2015 | heden | PlayRight+                                              |
| 2016 | heden | Filmfestival Oostende juryvoorzitter                    |
| 2016 | 2025  | Sabam                                                   |
| 2019 | heden | Psyche                                                  |
| 2019 | heden | Kom Op Tegen Kanker                                     |
| 2021 | 2023  | Ohlalala                                                |
| 2021 | heden | Het Ventiel                                             |

## Discografie

### Albums
| Jaar | Artiest              | Titel                                       |
| ---- | -------------------- | ------------------------------------------- |
| 1997 | Stewball             | Surrender                                   |
| 1982 | Paul Louka           | Le monde est beau mais les hommes sont fous |
| 1984 | Paul Louka           | 21 ans de chansons et toujours pas adulte   |
| 1984 | Lieve Van Mileghem   | Colere is een feest                         |
| 1984 |                      | Brussel (soundtrack)                        |
| 1985 | Guy De Simpele       | Zes West                                    |
| 1985 | Jean-Claude Watrin   | Hotel                                       |
| 1986 | Kris De Bruyne       | Het Varken Van de Hoge Venen                |
| 1988 | Ludo Mariman         | You never know what's yours                 |
| 1989 | Dirk Blanchart       | About the rain                              |
| 1990 | Liliane Saint Pierre | Liliane in kontrast                         |
| 1990 | The Scabs            | Royalty in exile                            |
| 1995 | Spelers en Drinkers  | Spelers en drinkers                         |
| 1998 | Riguelle & Hautekiet | A Minor Thing                               |
| 2000 | Red Harmony          | Red Harmony                                 |
| 2001 | Fay Lovsky & Wigbert | Fay Lovsky & Wigbert Live                   |
| 2002 | Red Harmony          | Dielectric Union                            |
| 2004 | Hautekiet & de Leeuw | Live in Bourla (dvd)                        |
| 2005 | Tucker Zimmerman     | Chautaqua                                   |
| 2006 | Various Artists      | Hommage aan Bram Vermeulen                  |
| 2008 |                      | JazzOlympics                                |
| 2008 | Rick de Leeuw        | Waar                                        |
| 2012 | Riguelle             | Un Premier Amour                            |
| 2013 |                      | Flagey celebrates Marc Moulin               |
| 2013 | Rick de Leeuw        | Beter Als                                   |
| 2014 | Rick de Leeuw        | De Parels en de Zwijnen                     |
| 2015 | Carlah               | In My Dreams                                |
| 2015 | Riguelle             | La Vie Est Riguelle                         |
| 2015 | Riguelle             | On N'oublie Rien                            |
| 2016 |                      | Lance The Rock Opera                        |
| 2017 | Rick de Leeuw        | Zonder Omweg                                |
| 2017 | Bart Buls            | Parallel Minds                              |
| 2017 | William Souffreau    | Tobacco Fields                              |
| 2019 | Guy Swinnen          | The Duet Sessions                           |
| 2021 | Rick de Leeuw        | Lieg Me De Waarheid                         |

## Publicaties
| Jaar    | Titel                                                                          |
| ------- | ------------------------------------------------------------------------------ |
| 1983    | American minimal music (vert.) Kahn & Averill / Brouded                        |
| 1984-98 | Deze Week In Brussel (artikels)                                                |
| 1996    | Zamugids (Kluwer) (red.)                                                       |
| 1996-97 | Vrijuit (column)                                                               |
| 1998    | 75 Jaar Lichte Muziek (Sabam) (red.)                                           |
| 1999    | Themanummer Jonge Muziek voor 2000 (red.)                                      |
| 2002    | Platencontracten (Poppunt) (red.)                                              |
| 2007    | Kijk & kies (column)                                                           |
| 2010    | Je komt als gegoten (met Frank Wouters, Paul Jacobs, Patrick Riguelle, Lannoo) |
| 2015    | Heerlijk Helder (met Ann De Craemer, Polis)                                    |
| 2017    | Ons moeder zei altijd (met Veronique De Tier, Thomas Rap)                      |

## Hitnotering
| Album met eventuele hitnotering(en) in de Nederlandse Album Top 100 | Datum van verschijnen | Datum van binnenkomst | Hoogste positie | Aantal weken | Opmerkingen       |
| ------------------------------------------------------------------- | --------------------- | --------------------- | --------------- | ------------ | ----------------- |
| Waar                                                                | 2008                  | 13-09-2008            | 79              | 2            | met Rick de Leeuw |

- Gemeinsame Normdatei: 1136389288
- International Standard Name Identifier: 0000 0003 6886 4246
- MusicBrainz: b212a965-5af2-46c4-8ae1-63e3dc9b16cc
- Nederlandse Thesaurus van Auteursnamen: 332206068
- Virtual International Authority File: 287167906
- WorldCat: E39PBJrckfJKytqFqkXgDtkqwC